# Otake Nami
Otake Nami (大竹 七未, sinh ngày 30 tháng 7 năm 1974) là một cựu cầu thủ bóng đá nữ người Nhật Bản.

## Đội tuyển bóng đá nữ quốc gia Nhật Bản
Otake Nami thi đấu cho đội tuyển bóng đá nữ quốc gia Nhật Bản từ năm 1994 đến 1999.

## Thống kê sự nghiệp
| Nhật Bản  | Nhật Bản | Nhật Bản |
| Năm       | Trận     | Bàn      |
| --------- | -------- | -------- |
| 1994      | 6        | 3        |
| 1995      | 8        | 4        |
| 1996      | 7        | 0        |
| 1997      | 6        | 6        |
| 1998      | 9        | 5        |
| 1999      | 10       | 11       |
| Tổng cộng | 46       | 29       |